# Otonyctomys hatti
La rata de oreja grande de Yucatán (Otonyctomys hatti) es una especie de roedor que pertenece a la familia Cricetidae. Es el único miembro del género monotípico Otonyctomys.

## Distribución y hábitat
El área de distribución de O. hatti incluye la península de Yucatán en los estados mexicanos de Campeche, Yucatán y Quintana Roo, el norte de Guatemala y Belice.